# Don Haggerty
Don Haggerty (ur. 3 lipca 1914 w Poughkeepsie, zm. 19 sierpnia 1988 w Cocoa) – amerykański aktor filmowy i telewizyjny. Posiada swoją gwiazdę na Hollywoodzkiej Alei Gwiazd.
Przed swoim debiutem filmowym (1947), był wyczynowym sportowcem na Brown University, pełnił służbę wojskową i podjął pracę na scenie. Grywał w filmach klasy B. Zazwyczaj obsadzony był w rolach detektywów wielkiego miasta czy chropowatego zachodu, trudnych policjantów lub kowbojów, pojawił się w wielu pamiętnych filmach, w tym Piaski Iwo Jimy (Sands of Iwo Jima, 1949), Asfaltowa dżungla (The Asphalt Jungle, 1951), Anioły na boisku (Angels in the Outfield, 1951) i Wąski margines (The Narrow Margin, 1952).
Podczas pierwszego sezonu serialu ABC Życie i legenda Wyatta Earpa (The Life and Legend of Wyatt Earp, 1955-56) pojawił się jako Marsh Murdock, a w serialu Historie stulecia (Stories of the Century, 1955-56) wystąpił jako banita Sam Bass.

## Filmografia

### Filmy fabularne
- 1939: Tylne drzwi do nieba (Back Door to Heaven) jako Strażnik więzienia na biurko (niewymieniony w czołówce)
- 1947: Gangster (The Gangster) jako Posłaniec bandyta
- 1948: Akt przemocy (Act of Violence) jako policjant
- 1948: Anioł na wygnaniu (Angel in Exile) jako zastępca szeryfa
- 1948: Decyzja na komendę (Command Decision) jako Oficer komendy
- 1949: Piaski Iwo Jimy (Sands of Iwo Jima) jako Pułkownik w Staff Car
- 1949: El Paso jako zastępca
- 1949: King of the Rocket Men jako Tony Dirken
- 1949: Cowboy and the Prizefighter jako Steve Stevenson
- 1950: Asfaltowa dżungla (The Asphalt Jungle) jako detektyw Andrews
- 1951: No Questions Asked jako policjant
- 1951: Powód do paniki (Cause for Alarm!) jako pan Russell
- 1951: Marsz ku chwale (Go for Broke!) jako sierżant Wilson I. Culley
- 1955: Prywatna wojna majora Bensona (The Private War of Major Benson) jako Harold Hibler
- 1955: Dowództwo lotnictwa strategicznego (Strategic Air Command) jako Major - patrol komandor (niewymieniony w czołówce)
- 1955: Texas Lady jako szeryf Herndon
- 1955: Godziny rozpaczy (The Desperate Hours) jako detektyw
- 1956: Między linami ringu (Somebody Up There Likes Me) jako strażnik więzienny Leavenworth
- 1957: Pilot odrzutowców (Jet Pilot) jako sierżant
- 1958: Długi tydzień w Parkman (Some Came Running) jako Ted Harperspoon
- 1962: Piekło jest dla bohaterów (Hell Is for Heroes) jako kpt. Mace
- 1964: Zabójcy (The Killers) jako kierowca ciężarówki pocztowej
- 1965: Harlow jako kapitan policji
- 1965: Nieodżałowani (The Loved One) jako Haggerty
- 1971: Brudny Harry (Dirty Harry)
- 1971: The Resurrection of Zachary Wheeler jako Jake
- 1981: Przygody Hucka Finna (The Adventures of Huckleberry Finn, TV)

### Seriale TV
- 1949: The Lone Ranger jako Curly Williams
- 1950: The Lone Ranger jako Dimple Henshaw / Rocky Craig
- 1951: Adventures of Wild Bill Hickok jako R.E. Neary
- 1952: The Cases of Eddie Drake  jako Eddie Drake
- 1952-53: The Files of Jeffrey Jones jako Jeffrey Jones
- 1950: The Lone Ranger jako szeryf
- 1955: Stage 7 jako Al Maxim
- 1955: Studio 57 jako szeryf Anderson / Joe Perry / Walt Price
- 1955: Steve Donovan, Western Marshal jako Charlie Roach
- 1956: The Millionaire jako detektyw Ed Murdock
- 1956: Prywatny sekretarz (Private Secretary) jako sierżant O’Halloran
- 1956-57: State Trooper jako szeryf Elder
- 1959: Zorro jako Carmelo
- 1962: Maverick jako Lucky Matt Elkins
- 1962: Bonanza jako Bud Murdock
- 1963: Redigo jako Roberts
- 1963: Gunsmoke jako szeryf / Clardy
- 1964: Bonanza jako Dolph Rimbeau
- 1964: Perry Mason jako
- 1965: The Legend of Jesse James jako Steele
- 1966: Bonanza jako Harry Demers
- 1967: Bonanza jako O’Neill
- 1968: Bonanza jako Pete
- 1971: Bonanza jako szeryf
- 1972: Bonanza jako barman
- 1974: Harry O jako Winslow